# Gunda Röstel
Gunda Röstel (* 13. Januar 1962 in Hohenstein-Ernstthal) ist eine deutsche Managerin; davor war sie von 1996 bis März 2000  Sprecherin des Bundesvorstandes von Bündnis 90/Die Grünen.

## Leben
Gunda Röstel stammt aus einem evangelischen Elternhaus und hat zwei Geschwister und zwei Kinder. Sie lebt mit ihrem Mann in Flöha.
Von 1981 bis 1985 studierte sie an der Universität Rostock Sonderschulpädagogik und schloss als Diplomlehrerin ab. Anschließend war sie Lehrerin an einer Förderschule in Flöha. Im Frühjahr 1989 stellte sie einen Ausreiseantrag, worauf sie aus dem Schuldienst entlassen wurde und eine Zeit lang als Sozialarbeiterin bei der Volkssolidarität tätig. Nach der Wende wurde sie wieder eingestellt und sogleich zur Leiterin der Schule bestimmt.
Im Herbst 1989 war sie Mitbegründerin des Neuen Forums in ihrer Heimatstadt; im Jahr darauf zog sie in den Kreistag ein, dem sie bis 1994 angehörte. Zu den letzten Volkskammerwahlen am 18. März 1990 kandidierte Röstel für das Neue Forum auf der Liste des Bündnis 90 auf Listenplatz 3 im Wahlkreis Karl-Marx-Stadt. Da das Bündnis in diesem Wahlkreis aber nur ein Mandat gewinnen konnte, verpasste sie den Einzug ins letzte DDR-Parlament. 1991 gründete sie mit anderen den sächsischen Landesverband von Bündnis 90, dessen Landesvorstand sie von 1992 bis 1994 angehörte. Im Dezember 1996 wurde sie zur Sprecherin des Bundesvorstands von Bündnis 90/Die Grünen gewählt. Während ihrer Amtszeit waren erst Jürgen Trittin (bis September 1998) und dann Antje Radcke gleichberechtigte Kollegen in der Funktion des Vorstandssprechers. Im März 2000 erklärte sie nach parteiinternen Differenzen um eine Reform ihren Rückzug aus dem Vorstand. Zu Nachfolgern von Röstel und Radcke wurden auf dem Parteitag im Juni 2000 Fritz Kuhn und Renate Künast gewählt.
Im Oktober 2000 wurde Röstel Managerin für Projektentwicklung und Unternehmensstrategie bei der Gelsenwasser AG, damals ein Tochterunternehmen von E.ON, ab 2003 im Eigentum der Dortmunder und der Bochumer Stadtwerke. Seit Juli 2004 ist sie kaufmännische Geschäftsführerin der Stadtentwässerung Dresden GmbH. Als Vertreterin des Landes Baden-Württemberg wurde sie im April 2011 in den Aufsichtsrat der EnBW gewählt.
Seit 2018 ist sie Mitglied der Kommission Wachstum, Strukturwandel und Beschäftigung der Bundesregierung, welche sich mit dem Strukturwandel in den deutschen Kohleregionen beschäftigt. Seit 2020 ist sie Mitglied im Nationalen Wasserstoffrat.
Röstel ist weiterhin Vorstandsvorsitzende des German Water Partnerships e. V.
Seit 2019 berät sie zusätzlich ehrenamtlich im Innovationsbeirat Sachsen den Freistaat bei der Förderung von Innovationspotenzialen und der Strukturentwicklung in den Braunkohleregionen Mitteldeutsches Braunkohlerevier und Lausitzer Braunkohlerevier.
Röstel war von Juli 2005 bis Dezember 2008 Mitglied im Kuratorium der Technischen Universität Dresden, von April 2010 bis 2023 war sie dort Vorsitzende des Hochschulrates. 2014 belegte sie beim Wettbewerb Stardance Chemnitz mit dem Tänzer Philipp Jendras Platz 6.
Im Januar 2024 wurde Röstel mit dem Verdienstorden der Bundesrepublik Deutschland für ihr ehrenamtliches Engagement im sozialen und ökologischen Bereich gewürdigt.

## Berufspraxis
- 1980–1981 Praktikum und Krankenpflegeausbildung
- 1985–1989 Lehrerin an der Förderschule in Flöha[14]
- 1989 Mitarbeiterin der Volkssolidarität[15]
- 1990–1996 Schulleiterin an der Lernförderschule in Flöha
- 1996–2000 Parteivorsitzende Bündnis 90/Die Grünen
- seit Oktober 2000 Prokuristin der Gelsenwasser AG
- seit Juli 2004 zusätzlich kaufmännische Geschäftsführerin der Stadtentwässerung Dresden GmbH

## Politisches Engagement
- 1990–1994 Abgeordnete im Kreis Flöha für Bündnis 90/Die Grünen
- 1991–1996 Mitglied im sächsischen Landesvorstand der Grünen, davon zwei Jahre als Parteisprecherin
- 1996–2000 Parteivorsitzende Bündnis 90/Die Grünen

## Mitarbeit in Gremien und Verbänden
- BDEW – bis 2018 ständiger Gast des Vorstands[16]
- Vorsitzende des German Water Partnership e. V.[17] (seit 16. Mai 2017)
- Vorsitzende des Hochschulrates der Technischen Universität Dresden[18]
- seit 2011 Mitglied im Aufsichtsrat der EnBW[19]
- seit 2020 Mitglied im Rat für Nachhaltige Entwicklung, seit 2023 stellvertretende Ratsvorsitzende[20][21]